# میرایتووا و سومیتی
میرایتووا و سومیتی (انگلیسی: Miraitowa and Someity) شگون‌نماهای رسمی

میرایتووا (چپ), شگون‌نمای رسمی بازی‌های المپیک تابستانی ۲۰۲۰, و سومیتی (راست), شگون‌نمای رسمی بازی‌های پارالمپیک تابستانی ۲۰۲۰

بازی‌های المپیک تابستانی ۲۰۲۰ و بازی‌های پارالمپیک تابستانی ۲۰۲۰ هستند.
نام میرایتووا که با الگوی شطرنجی آبی رنگ طراحی شده ترکیبی از دو واژه ژاپنی است که به آینده و ابدیت اشاره دارد. نام سومیتی که با الگوی شطرنجی صورتی رنگ طراحی شده ترکیبی از نام گونه ای از درخت گیلاس ژاپنی و اصلاح انگلیسی so mighty به معنای بسیار قدرتمند است.